# Atterlingska basarerna

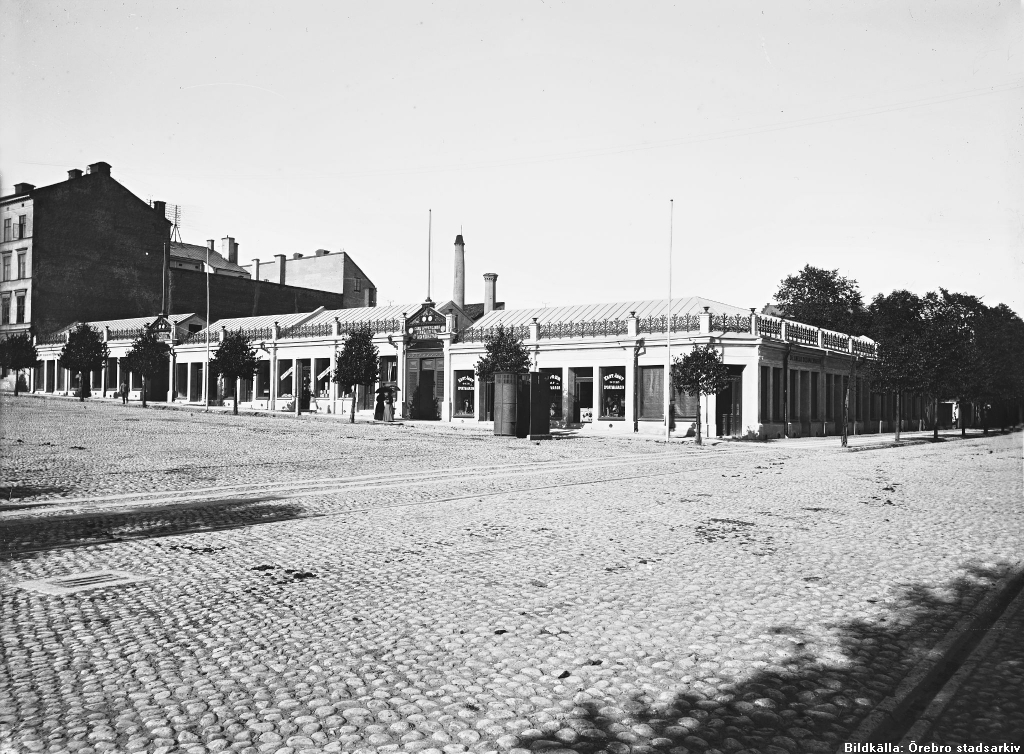
Atterlingska basarerna, Örebro, år 1903.

De Atterlingska basarerna var ett byggnadskomplex vid Stortorget 7-9 i Örebro, gränsande även till Kungsgatan 4-6. Carl L. Atterling grundade här en kopparverkstad år 1857, och år 1896 lät han på denna tomt uppföra den basarlänga som bar hans namn. I de Atterlingska basarerna fanns olika verksamheter inrymda. Förutom Atterlings mekaniska verkstad låg här Alfred Wahllers fotografiska ateljé och biografen Royal.
De Atterlingska basarerna revs år 1962, då varuhuset Domus, numera omdöpt till Kompassen uppfördes på denna tomt.